# Graafschap Rieneck
Het graafschap Rieneck was een tot de Frankische Kreits behorend graafschap binnen het Heilige Roomse Rijk.
Het 'Castrum Rinecke' in Rieneck in Beieren wordt voor het eerst in 1179 vermeld. De burcht werd het centrum van het zich vormende graafschap. De nederzetting, die bij de burcht ontstond, verkreeg omstreeks 1250 stadsrechten. Omdat het graafschap ingesloten lag tussen machtige staten, namelijk het keurvorstendom Mainz, de abdij van Fulda en het prinsbisdom Würzburg, kon het niet tot ontplooiing komen. In 1366 werd de landshoogheid van het keurvorstendom Mainz erkend en omstreeks 1400 werd de residentie van Reineck verlegd naar Lohr.
Na het uitsterven van de graven van Rieneck in 1559 werd het graafschap verdeeld:
- het prinsbisdom Würzburg kreeg de ambten Rothenfels, Schönrain en Aura im Sinngrunde
- het keurvorstendom van de Palts kreeg het ambt Wildenstein
- het keurvorstendom Mainz kreeg de ambten Rieneck en Lohr (met Krombach en Frammersbach)
- het graafschap Erbach kreeg Kleinheubach als allodium
- het graafschap Hanau kreeg ook een aandeel

Van 1559 tot 1574 was Schönrain de weduwezetel van Rieneck.
In 1561 kwamen Eschau en Wildenstein aan het graafschap Erbach (ambt Wildenstein) en in 1574 Schönrain aan Isenburg-Büdingen.
In 1673 verkocht het keurvorstendom Mainz het ambt Rieneck met de burcht en de stad aan de Boheemse graven van Nostiz-Falkenau. Deze verwierven daarna met de heerlijkheid Rieneck een zetel en een stem op de Rijksdag als graaf van Nostiz-Rieneck.
In 1685 vond er een deling plaats van het gemeenschappelijke bezit Bieber en Lohrhaupten tussen Mainz en Hanau: Mainz stond zijn aandeel in Bieber af aan Hanau en verder kreeg Hanau het gerecht Lohrhaupten. Het zuidelijk deel van Lohrhaupten me Frammersbach kwam aan Mainz.
In 1803 of 1806 verkochten de graven van Nostiz het graafschap aan Colloredo-Mansfeld.
In de Reichsdeputationshauptschluss van 25 februari 1803 werd het aandeel van het keurvorstendom Mainz in het graafschap Rieneck (het ambt Lohr am Main) niet vermeld, omdat als deel van het vorstendom Aschaffenburg werd beschouwd. Hierdoor ging Lohr deel uitmaken van het keurvorstendom van de aartskanselier.
Artikel 24 van de Rijnbondakte van 12 juli 1806 stelde het graafschap Rieneck onder de soevereiniteit van de vorst-primaat: de mediatisering. Hiermee waren beide delen herenigd in één staat.
Met het toekennen door het Congres van Wenen in 1815 van het groothertogdom Frankfurt aan het koninkrijk Beieren, kwam ook het voormalige graafschap Rieneck aan Beieren.

## Regenten
| regering  | naam                       | geboren    | overleden  | familie                      |
| --------- | -------------------------- | ---------- | ---------- | ---------------------------- |
| 1673-1683 | Johan Hartwig              | 1610       | 24-3-1683  |                              |
| 1683-1736 | Anton Johan                |            | 30-10-1736 | zoon                         |
| 1736-1765 | Frans Wenzel               | 1692/7     | 19-9-1765  | zoon van oudere broer        |
| 1765-1794 | Frans Anton Philips        | 17-5-1725  | 29-9-1794  | zoon                         |
| 1765-1796 | Frederik Maurits           | 4-12-1728  | 19-11-1796 | broer                        |
| 1794-1806 | Frederik Maria Chrysoganus | 24-11-1762 | 9-4-1819   | zoon van Frans Anton Philips |